# Classe Neptune (croiseur)
 (juin 2021).
 (août 2022).
Le contenu est difficilement compréhensible vu les erreurs de traduction, qui sont peut-être dues à l'utilisation d'un logiciel de traduction automatique.
La classe Neptune est une classe de croiseurs proposée pour la Royal Navy britannique dans les dernières années de la Seconde Guerre mondiale. Il s'agit de navires de guerre qui devaient être armés de douze cannons de 6 pouces et d'un armement secondaire lourd. Bien que cinq navires de la classe aient été prévus en 1944, la construction a finalement été annulée à la fin de la guerre, avant que la celle-ci ne puisse commencer.

## Conception et développement
En 1942, les travaux commencent à l'Amirauté britannique quant aux exigences de la prochaine classe de croiseurs à construire pour la Royal Navy à la suite des classes Minotaur (plus tard rebaptisé classe Swiftsure) et Tiger, qui étaient tous deux basés sur la classe Crown Colony. Le N2, un petit croiseur anti-aérien (AA) avec six ou huit canons de 133 mm à double usage (par exemple anti-navire et antiaérien) développés en Juillet 1943, armés de quatre doubles tourelles de 5,25 pouces (133,5 mm) d'un nouveau design et d'un déplacement de 8790 t, a été approuvé dans le programme de construction de 1944,,. En octobre 1943, le Premier Lord de l'Amirauté, Dudley Pound, démissionne et son remplaçant, Andrew Cunningham n'aimait pas le petit croiseur et le travail fut transféré sur un grand croiseur, décrit d'abord comme un « Belfast amélioré », armé de douze canons de 6 pouces (152,4 mm).

### Coque et machinerie
Le nouveau design était de 662 pieds (201,8 m) de long hors tout et 655 pieds (199,6 m) à la ligne de flottaison, avec un faisceau de 76 pieds (23,2 m) et un tirant d'eau de 24 pieds et 9 pouces , avec la forme de la coque du navire basée sur celle de la Classe Courageous datant de la Première Guerre mondiale. Les navires n'étaient pas équipés d'installations pour transporter des avions, de sorte que le pont soit plus bas que dans les classes de croiseurs précédentes, tandis que les deux blocs de superstructure étaient plus longs que sur les navires précédents, la superstructure avant s'étendant jusqu'à l'entonnoir avant et tandis que la superstructure arrière recouvrait la base de l'entonnoir arrière. Un long gaillard d'avant a été prévu, remontant au-delà de l'entonnoir arrière, bien qu'en 1946, il ait été suggéré de passer à une coque à pont affleurant. 
L'un des problèmes identifiés avec le petit croiseur armé de 5,25 pouces était que sa vitesse de 28 nœuds en condition de charge profonde était insuffisant pour suivre le rythme des porte-avions que les croiseurs étaient censés escorter,. La nouvelle conception avait donc une vitesse de conception beaucoup plus élevée. Quatre chaudières à trois tambours de l'Amirauté alimentées en vapeur à 2800 kPa aux turbines à vapeur à engrenages simples Parsons d'une puissance nominale de 108000 chevaux et quatre route hélice arbres. Cela a donné une vitesse de conception de 33 nœuds ou 32 noeuds à pleine charge. Les machines devaient être disposées selon le schéma de l'unité, avec deux ensembles de chaudières et de turbines séparés pour réduire le risque qu'un seul coup de torpille ou d'obus cause une perte complète de puissance, bien que cela ait été noté par le directeur de la construction navale en juin. 1945 que les chaufferies étaient encore trop proches pour éviter que les deux ne soient assommés par un seul coup. Le navire devait avoir une autonomie de 7500 milles marins à 20 nœuds .

### Armement
L'armement principal du canon devait être de douze 6 pouces (152 mm) canons dans quatre tourelles triples. Dans un premier temps, il a été envisagé d'utiliser les supports Mark 24 existants, comme prévu pour les navires de la classe Tigre, car ceux-ci pourraient être livrés relativement rapidement. Le Mark 24, qui était une version améliorée de la tourelle d'avant-guerre, était cependant considéré comme démodé, et un nouveau montage a été choisi en acceptant les retards de construction qui s'ensuivraient. La nouvelle tourelle, le Mark 25, était équipée de trois canons QF 6 pouces Mark V, capables de tirer à une cadence de 10 à 12 coups par minute par canon contre 6-8 pour le Mark 24, et s'élevant à 80 degrés, donnant une capacité anti-aérienne,. A 129,75 lb (59 kg) obus de blindage pouvait être tiré à une portée de 25 000 yards (22 860 m). Les tourelles étaient disposées de manière conventionnelle sur l'axe des navires, avec deux à l'avant et deux à l'arrière.
L'armement secondaire se composait de six QF Mark 6 4,5 po (113 mm) tourelles doubles à double usage telles qu'utilisées dans la Classe Daring. Ceux-ci pourraient tirer un 55 lb (25 kg) obus à une portée de 20 000 yards (18 288 m), avec une altitude effective maximale pour le tir antiaérien de 19 700 pieds (6 005 m). Les canons étaient semi-automatiques et équipés d'un chargeur électrique, donnant une cadence de tir maximale de 24 coups par minute par baril, bien que lorsque le canon est entré en service, le pilon électrique s'est avéré peu fiable, le chargement manuel réduisant la cadence de tir à environ 10 –12 coups par minute par baril. L'armement antiaérien rapproché se composait de 20 canons Bofors de 40 mm dans 10 emplacements jumelés autonomes "Buster" et de 28 canons Oerlikon de 20 mm dans 14 emplacements jumelés. Cela a été arrangé avec 7 Bofors jumeaux et 4 Oerlikons jumeaux autour du pont, 3 Bofors jumeaux et 8 Oerlikons jumeaux autour de la superstructure arrière et 2 Oerlikons jumeaux à la poupe du navire. Quatre quadruples 21 pouces (533 mm) des tubes lance-torpilles ont été installés.
Un équipement complet de contrôle de tir a été proposé, avec deux directeurs à faible angle (LA) pour les canons de 6 pouces à utiliser contre des cibles de surface, ainsi que quatre directeurs de barrage pour les canons de 6 pouces pour les tirs de barrage contre des cibles aériennes, avec trois combinés Directeurs HA/LA pour les canons de 4,5 pouces à utiliser contre des cibles de surface et aériennes. Chaque monture Bofors devait être équipée d'un radar de conduite de tir intégré. Cela a permis d'engager simultanément jusqu'à 17 cibles aériennes (quatre avec des tirs de barrage à longue portée des canons de 6 pouces, trois par les canons de 4,5 pouces et dix à courte portée par les canons Bofors).

### Blindage
Le blindage de la ceinture verticale principale du navire était de 4 pouces (101,6 mm) épaisseur au milieu du navire, qui s'est aminci à 1+1/2 pouces (13,7 mm)  avant et en arrière. L'armure horizontale consistait en un 1 pouces (25,4 mm) pont supérieur d' épaisseur et un pont inférieur de 1 pouce d'épaisseur, s'épaississant à 1 1⁄2 pouces au-dessus de l'appareil à gouverner des navires. Les tourelles principales avaient des faces de 4 pouces d'épaisseur avec 2 pouces (50,8 mm) blindage épais sur le toit de la tourelle, les côtés et l'arrière. Des cloisons blindées longitudinales et transversales d'une épaisseur allant jusqu'à 4 pouces ont été placées autour des compartiments des machines et des magasins des navires.

### Complément
Les navires avaient un effectif prévu de 1 351 officiers et matelots lorsqu'ils opéraient comme navire amiral, .

## Programme de construction
Cinq navires de la nouvelle conception, qui étaient maintenant connus sous le nom de classe Neptune, appelés Neptune, Centurion, Edgar, Mars et Minotaur, ont été inclus dans le programme de construction de 1944. En outre, il était prévu d'achever le croiseur de classe Tigre Bellepheron, dont la construction avait été suspendue avant sa pose, au nouveau design, soit un total de six navires. L'achèvement d'ici 1950 était prévu,,. Le programme s'est poursuivi après la fin de la guerre, avec une pression croissante pour détourner la capacité de construction navale de construire des paquebots plus rentables, avec l'espoir en novembre 1945 que deux navires pourraient être mis à l'eau dès que possible. Fin février-mars 1946, les Sea Lords, lors de l'élaboration du programme des navires de 1947, décidèrent d'annuler la classe Neptune, la commande du Bellepheron étant annulée auprès du constructeur naval le 28 février 1946 et la classe Neptune arrêtée dans l'ADM 205/64 en raison du manque de financement pour la construction de croiseurs dans les conditions d'austérité de la fin des années 1940 au Royaume-Uni  et profonde division parmi l'état-major de la marine sur le rôle du croiseur dans la défense antiaérienne et les opérations conjointes avec les porte-avions dans la défense et l'attaque contre le commerce. Étant donné la priorité de la défense aérienne, un examen et une planification plus approfondis avec la marine des États-Unis étaient nécessaires pour déterminer la taille et le calibre souhaités des canons antiaériens à longue portée, et une étude particulière a été commandée sur les nouvelles classes Worcester, Mitscher et Juneau Le développement de la conception de la classe Neptune et son annulation ont été couverts par la Royal Navy, directeur de la construction navale Charles Lillicrap dans une note du 11 avril 1946, ADM 167/127:1946. Les tentatives de suivi de la classe Minotaur n'étaient que légèrement plus petites, ne voyant pas que la Royal Navy ne pouvait pas justifier les grands croiseurs d'après-guerre et les dimensions de la boîte d'un Tigre ou d'un N2 étaient le coût limite pouvant être maîtrisé ou justifiable dans la réalité industrielle ou financière du Royaume-Uni d'après-guerre. . Les travaux de développement de la tourelle jumelle Mk 3 de 5,25 pouces destinée à la classe N2, se sont poursuivis après l'annulation de 1944 à 1948 à Elswick. 48 tr/min pour l'AA et 24 tr/min pour l'engagement de surface étaient visés. En 1948, il a été décidé de réduire le 5,25 en un jumeau de 5 pouces 62, les canons de 5 pouces semblaient être une norme probable de l'OTAN, l'US Navy développant des supports jumeaux et simples de 5 pouces/54. La décision plus tard en 1948 contre le développement conjoint, reflétait le désir britannique d'une capacité navale indépendante et du maintien de son activité d'exportation de munitions, le canon de la marine américaine était vraiment trop avancé pour une collaboration beaucoup plus importante, mais la monture unique américaine était en service en 1953 et un 27 tr/min succès, une décennie plus tard. Le plan ambitieux de la Grande-Bretagne pour un calibre supérieur, monture jumelée 5/62 à 60 tr/min, était au-delà des armuriers britanniques, tout comme l'était même le plus léger de 1951, un seul calibre 5/62 de 40 tr/min, la moyenne portée AA était au-delà des capacités britanniques à l'époque pour la conception légère, le coût et des machines-outils pour le croiseur destroyer qui a finalement été abandonné en 1953 ou même la proposition finale (Z-Zed) de mars 1955 du croiseur conventionnel RN 85Z du futur RN CNC, le croiseur de canon de 8000 tonnes de classe Tiger/N2 amélioré avec 2 jumeaux pouces 5 pouces, trois jumeaux 3/70, 4 STAAG Mk 2 et AD/AW 965 que le conseil de l'Amirauté aurait approuvé pour le programme 1956, mais a été opposé par le CNG, Chief Naval Gunnery en raison de l'échec des 5 dernières -le développement de canons en pouces et le fait que le développement de nouveaux canons était trop coûteux et ne pouvait rivaliser avec la priorité de Sea Slug pour les ressources navales.

### Conceptions ultérieures
Pour répondre aux besoins continus de la Royal Navy pour les nouveaux croiseurs, un nouveau design a été proposé appelé Design Z, ou le Minotaur, être armé de cinq tourelles doubles de 6 pouces et jusqu'à huit canons anti-aériens jumeaux de 3 pouces. La tourelle jumelle de 6 pouces, le Mark 26, était d'une nouvelle conception et avait une cadence de tir de 20 coups par minute par canon,, tandis que les canons jumeaux de 3 pouces avaient une cadence de tir très élevée et remplacé à la fois le 4,5 pouces et le 40 mm et 20 mm piles de proximité. En 1947, il a été décidé qu'aucun croiseur ne serait construit pendant les cinq prochaines années en raison de contraintes financières, bien que l'exigence pour les croiseurs soit restée. La conception pour répondre à ces exigences n'a pas été finalisée, d'importants travaux de développement devraient être nécessaires pour l'armement du tout nouveau navire. Le travail de conception sur la classe Minotaure s'est arrêté au début des années 1950.
Après que les travaux de conception à la fin des années 1940 visant à produire un "croiseur de 1960" aient échoué,, efforts se sont tournés vers une conception plus petite, le "Cruiser/Destroyer", à être armé de trois 5 pouces à tir rapide (127 mm), qui a été abandonné en 1953. L'effort s'est ensuite porté sur les croiseurs lance-missiles, qui, en juillet 1955, s'étaient installés sur un navire armé de deux tourelles jumelles Mark 26 de 6 pouces, de deux tourelles de 3 pouces et d'un seul lanceur de missiles anti-aériens Seaslug, la conception était de la même longueur que le croiseur Minotaur de 1951 mais avec 3 faisceaux de plus de pieds, mais était limité à un canal Seaslug par une contrainte de taille de 16 000 tonnes et la RN a décidé que 984 radars 3D et deux 901 canaux de contrôle étaient nécessaires pour 48 Seaslugs conventionnels et 16 Seaslugs nucléaires AA, ainsi qu'un armement de deux canons Canons jumeaux de 6 pouces Mk 26 à l'avant et 4 canons jumeaux de 3 pouces/70. Il s'agit de la dernière conception de croiseur RN, 96A GWA, une conception de 18 200 que Mountbatten a rejetée le 4 janvier 1957, était une conception quelque peu influencée par l' USS Galveston, le croiseur Talos, avec un armement complet en avant, finalement mis en service en 1958 et USS Northampton, un croiseur de commandement dans son 1957, équipait de quatre canons de 5 pouces/54 et de 4 canons jumeaux de 3 pouces/70 qui reflétaient le volume exigé par les chargeurs des nouveaux canons automatiques et des radars AW/AD. Les trois croiseurs lance-missiles GW, des Minotaures améliorés en quelque sorte, ont été inclus dans le programme de construction de 1956 pour la Royal Navy, avec une livraison à partir de 1962, mais ils ont été annulés par le chef d'état-major de la marine (CNS) l'amiral Mountbatten et l'amiral Peter Gretton après le La crise de Suez et la crise financière britannique qui a suivi et la révélation que la marine soviétique avait abandonné sa Classe Sverdlov sous le nouveau Premier ministre Nikita Khrouchtchev . Mountbatten, qui devint le nouveau CNS en 1957, ordonna une révision du programme des croiseurs immédiatement le 4 janvier 1957, estimant que les grands croiseurs n'étaient d'aucune utilité pratique et bien trop gros pour le Seaslug GMS. Le 16 janvier 1957, le bureau d'études des croiseurs est fermé et les trois croiseurs de 18 000 tonnes commandés sont annulés en avril 1957, ainsi que la conversion du HMS Superb comme quatrième Tigre. Les nouvelles montures de 6 et 3 pouces ont finalement été utilisées lorsque trois croiseurs de classe Tiger ont été achevés selon un nouveau design à la fin des années 1950, tandis que la County-class destroyers ont répondu aux exigences de la Royal Navy pour un navire armé de missiles sol-air. La plupart des nouvelles montures de calibre 3 pouces/70 ont cependant été vendues au Canada.